# Ungava
Pour les articles homonymes, voir Ungava (homonymie).
Circonscription électorale provinciale du Canada
Ungava [uŋɡava] est une circonscription électorale provinciale du Québec. Son territoire couvre essentiellement la région du Nord-du-Québec.

## Historique
Bien que le district de l'Ungava, jusqu'alors partie des Territoires du Nord-Ouest, soit partie intégrante de la province de Québec depuis 1912 sous le nom de Nouveau-Québec, ce territoire n'a pas été inclus dans une circonscription électorale avant 1972. À cette date, plusieurs villages inuits ont été intégrés à la circonscription de Duplessis, et la circonscription d'Abitibi-Est a été agrandie vers le nord pour inclure le territoire situé à l'est de la baie James,. Ces deux portions de circonscriptions, ainsi que des parties d'Abitibi-Ouest et Roberval, ont été réunies en 1980 pour former la circonscription d'Ungava. 
C'est en 1992 que la circonscription a été redéfinie pour inclure l'ensemble du territoire du nord du Québec ; ce territoire ajouté ne comprenait cependant aucun électeur. En 2001 une petite section de la municipalité de la Baie-James qui restait dans Abitibi-Ouest est passée dans Ungava,. En 2011 le  territoire non organisé de Lac-Juillet, près de Schefferville, passe d'Ungava à Duplessis,
La circonscription a constamment élu un député du Parti québécois de 1981 à 2014. 

## Territoire et limites
De toutes les circonscriptions du Québec, Ungava est celle dont la superficie est la plus grande. Elle comprend les municipalités suivantes :
- Akulivik (village nordique)
- Akulivik (terre réservée inuit)
- Aupaluk (VN)
- Aupaluk (TRI)
- Baie d'Hudson (territoire non organisé)
- Chapais
- Chibougamau
- Chisasibi (village cri)
- Chisasibi (terre réservée cri)
- Eastmain (VC)
- Eastmain (TRC)
- Eeyou Istchee Baie-James (gouvernement régional)
- Inukjuak (VN)
- Inukjuak (TRI)
- Ivujivik (VN)
- Ivujivik (TRI)
- Kangiqsualujjuaq (VN)
- Kangiqsualujjuaq (TRI)
- Kangiqsujuaq (VN)
- Kangiqsujuaq (TRI)
- Kangirsuk (VN)
- Kangirsuk (TRI)
- Kiggaluk (TRI)
- Killiniq (TRI)
- Kuujjuaq (VN)
- Kuujjuaq (TRI)
- Kuujjuarapik (VN)
- Kuujjuarapik (TRI)
- Lebel-sur-Quévillon
- Matagami
- Mistissini (VC)
- Mistissini (TRC)
- Nemaska (VC)
- Nemaska (TRC)
- Oujé-Bougoumou (TRC)
- Puvirnituq (VN)
- Quaqtaq (VN)
- Quaqtaq (TRI)
- Salluit (VN)
- Salluit (TRI)
- Tasiujaq (VN)
- Tasiujaq (TRI)
- Umiujaq (VN)
- Umiujaq (TRI)
- Waskaganish (VC)
- Waskaganish (TRC)
- Waswanipi (VC)
- Waswanipi (TRC)
- Wemindji (VC)
- Wemindji (TRC)
- Whapmagoostui (VC)
- Whapmagoostui (TRC)

Elle comprend en outre le territoire non organisé de Rivière-Koksoak à l'exception d'une petite partie qui est rattachée à la circonscription de Duplessis, ainsi que sept territoires non-organisés qui n'ont pas encore reçu un nom officiel.

## Liste des députés

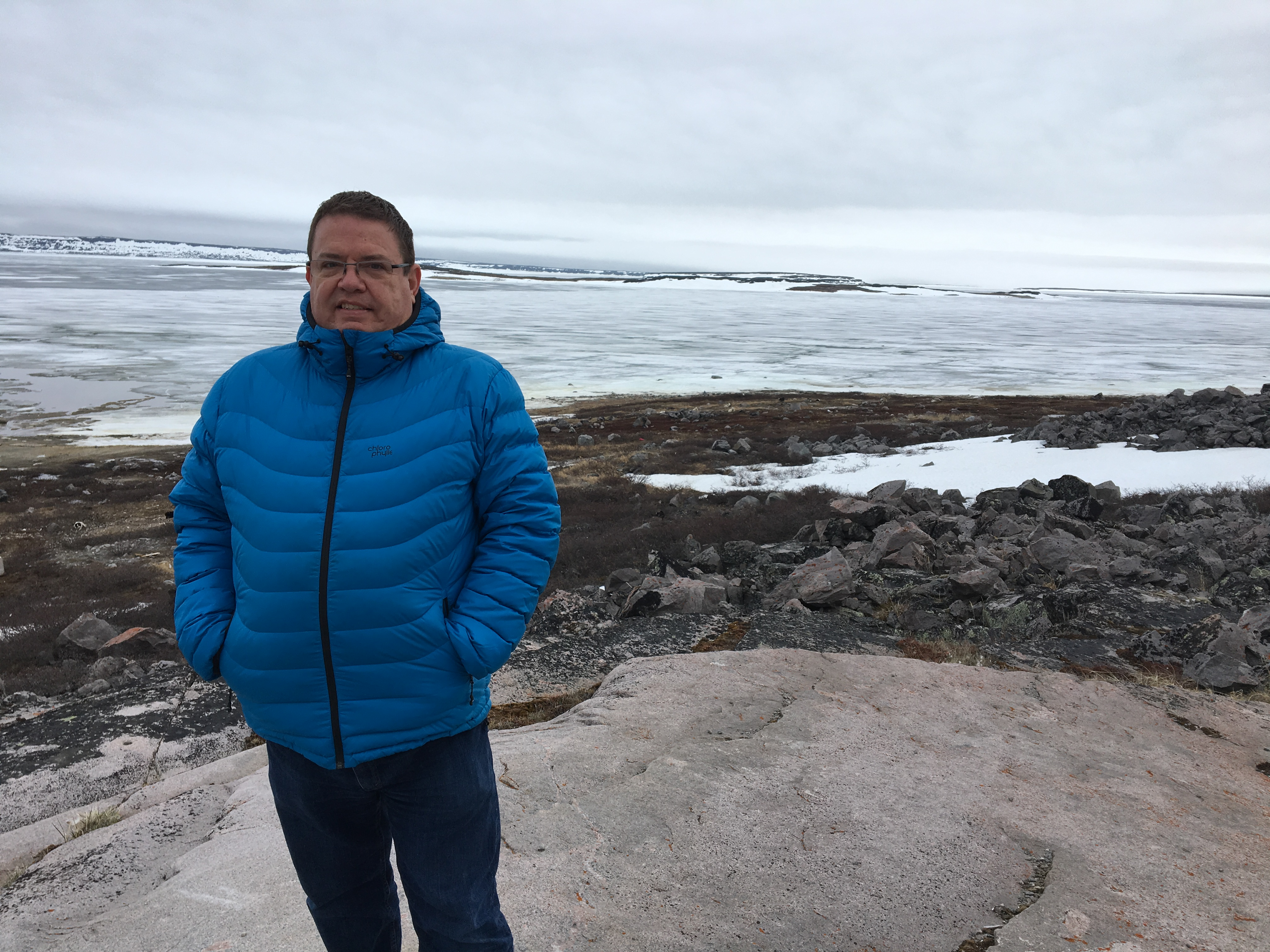
Jean Boucher, député d'Ungava 2014-2018

| Années | Années      | Candidat          | Parti            |
| ------ | ----------- | ----------------- | ---------------- |
|        | 1981 - 1985 | Marcel Lafrenière | Parti québécois  |
|        | 1985 - 1989 | Christian Claveau | Parti québécois  |
|        | 1989 - 1994 | Christian Claveau | Parti québécois  |
|        | 1994 - 1998 | Michel Létourneau | Parti québécois  |
|        | 1998 - 2003 | Michel Létourneau | Parti québécois  |
|        | 2003 - 2007 | Michel Létourneau | Parti québécois  |
|        | 2007 - 2008 | Luc Ferland       | Parti québécois  |
|        | 2008 - 2012 | Luc Ferland       | Parti québécois  |
|        | 2012 - 2014 | Luc Ferland       | Parti québécois  |
|        | 2014 - 2018 | Jean Boucher      | Libéral          |
|        | 2018 - 2022 | Denis Lamothe     | Coalition avenir |
|        | 2022 - ...  | Denis Lamothe     | Coalition avenir |

## Résultats électoraux
|                                                                                               | Nom                       | Parti            | Nombre de voix | %      | Maj.  |
| --------------------------------------------------------------------------------------------- | ------------------------- | ---------------- | -------------- | ------ | ----- |
|                                                                                               | Denis Lamothe (sortant)   | Coalition avenir | 3 132          | 36,3 % | 1 040 |
|                                                                                               | Maïtée Labrecque-Saganash | Québec solidaire | 2 092          | 24,2 % | -     |
|                                                                                               | Tunu Napartuk             | Libéral          | 1 571          | 18,2 % | -     |
|                                                                                               | Christine Moore           | Parti québécois  | 1 084          | 12,6 % | -     |
|                                                                                               | Nancy Lalancette          | Conservateur     | 756            | 8,8 %  | -     |
| Total                                                                                         | Total                     | Total            | 8 635          | 100 %  |       |
| Le taux de participation lors de l'élection était de 30,2 % et 285 bulletins ont été rejetés. |                           |                  |                |        |       |

|                                                                                               | Nom                    | Parti            | Nombre de voix | %      | Maj. |
| --------------------------------------------------------------------------------------------- | ---------------------- | ---------------- | -------------- | ------ | ---- |
|                                                                                               | Denis Lamothe          | Coalition avenir | 2 270          | 26,5 % | 46   |
|                                                                                               | Jonathan Mattson       | Parti québécois  | 2 224          | 26 %   | -    |
|                                                                                               | Jean Boucher (sortant) | Libéral          | 2 134          | 24,9 % | -    |
|                                                                                               | Alisha Tukkiapik       | Québec solidaire | 1 416          | 16,5 % | -    |
|                                                                                               | Alexandre Croteau      | Conservateur     | 192            | 2,2 %  | -    |
|                                                                                               | Cristina Roos          | Vert             | 183            | 2,1 %  | -    |
|                                                                                               | Louis R. Couture       | NPD Québec       | 145            | 1,7 %  | -    |
| Total                                                                                         | Total                  | Total            | 8 564          | 100 %  |      |
| Le taux de participation lors de l'élection était de 30,9 % et 182 bulletins ont été rejetés. |                        |                  |                |        |      |

|                                                                                               | Nom                    | Parti            | Nombre de voix | %      | Maj.  |
| --------------------------------------------------------------------------------------------- | ---------------------- | ---------------- | -------------- | ------ | ----- |
|                                                                                               | Jean Boucher           | Libéral          | 4 615          | 42,3 % | 1 016 |
|                                                                                               | Luc Ferland (sortant)  | Parti québécois  | 3 599          | 33 %   | -     |
|                                                                                               | Michael Donald Cameron | Coalition avenir | 1 800          | 16,5 % | -     |
|                                                                                               | André Richer           | Québec solidaire | 512            | 4,7 %  | -     |
|                                                                                               | Zoé Allen-Mercier      | Option nationale | 235            | 2,2 %  | -     |
|                                                                                               | Matthew Guillemette    | Parti nul        | 140            | 1,3 %  | -     |
| Total                                                                                         | Total                  | Total            | 10 901         | 100 %  |       |
| Le taux de participation lors de l'élection était de 41,5 % et 207 bulletins ont été rejetés. |                        |                  |                |        |       |

|                                                                                               | Nom                      | Parti            | Nombre de voix | %      | Maj.  |
| --------------------------------------------------------------------------------------------- | ------------------------ | ---------------- | -------------- | ------ | ----- |
|                                                                                               | Luc Ferland (sortant)    | Parti québécois  | 4 854          | 45,5 % | 1 153 |
|                                                                                               | Gérald Lemoyne           | Libéral          | 3 701          | 34,7 % | -     |
|                                                                                               | Stéphane Robichaud       | Coalition avenir | 1 176          | 11 %   | -     |
|                                                                                               | Sylvain Couture          | Québec solidaire | 655            | 6,1 %  | -     |
|                                                                                               | Dominic Hamelin-Johnston | Option nationale | 277            | 2,6 %  | -     |
| Total                                                                                         | Total                    | Total            | 10 663         | 100 %  |       |
| Le taux de participation lors de l'élection était de 41,6 % et 198 bulletins ont été rejetés. |                          |                  |                |        |       |

## Référendums
|  | 1992 | Accord de Charlottetown | 37,92 % | 62,08 % | 16 993 | 60,10 % |
|  | 1995 | Référendum de 1995      | 46,91 % | 53,09 % | 19 583 | 84,64 % |